# Список птиц Иордании

Список птиц Иордании — список птиц, которые были зарегистрированы на территории Иордании. Список включает в себя в общей сложности 412 видов, из которых два были интродуцированы людьми и 86 являются редко или случайно встречающимися. Два вида, внесённые в список, локально вымерли в Иордании. Двенадцать видов находятся под угрозой глобального вымирания.
Данный список объединяет таксоны видового и подвидового уровня, которые были зарегистрированы на территории Иордании и приводились для неё исследователями в литературных публикациях. Список состоит из русских названий и биноменов (двухсловных названий, состоящих из сочетания имени рода и имени вида). Список основан на списке птиц мира Клеменца, если не указаны другие источники.
Следующие теги были использованы для выделения нескольких категорий. Часто встречающиеся местные виды не попадают ни в одну из этих категорий.
- (A) Accidental — вид, который редко или случайно встречается в Иордании.
- (I) Introduced — вид, ввезённый в Иорданию, как следствие прямых или косвенных действий человека.
- (Ex) Extirpated — вид, который больше не встречается в Иордании, но существует в других местах.
- (X) Extinct — вид, который больше не существует.

## Страусы
- Отряд: Страусообразные
  - Семейство: Страусовые
    - Страус, Struthio camelus (Ex)
      - Сирийский страус, Struthio camelus syriacus (X)

## Поганки
- Отряд: Поганкообразные
  - Семейство: Поганковые
    - Малая поганка, Podiceps ruficollis
    - Большая поганка, Podiceps cristatus
    - Черношейная поганка, Podiceps nigricollis

## Буревестники и тайфунники
- Отряд: Буревестникообразные
  - Семейство: Буревестниковые
    - Атлантический буревестник[англ.], Pterodroma incerta (A)
    - Пестролицый буревестник, Calonectris leucomelas (A)
    - Средиземноморский буревестник, Calonectris diomedea
    - Бледноногий буревестник, Ardenna carneipes (A)
    - Серый буревестник, Puffinus griseus

## Качурки
- Отряд: Буревестникообразные
  - Семейство: Качурки
    - Качурка Вильсона, Oceanites oceanicus (A)

## Фаэтоны
- Отряд: Фаэтонообразные
  - Семейство: Фаэтоновые
    - Красноклювый фаэтон, Phaethon aethereus (A)

## Олуши
- Отряд: Пеликанообразные
  - Семейство: Олушевые
    - Бурая олуша, Sula leucogaster

## Бакланы
- Отряд: Пеликанообразные
  - Семейство: Баклановые
    - Большой баклан, Phalacrocorax carbo
    - Малый баклан, Phalacrocorax pygmeus

## Змеешейки
- Отряд: Пеликанообразные
  - Семейство: Змеешейковые
    - Африканская змеешейка, Anhinga rufa

## Фрегаты
- Отряд: Олушеобразные
  - Семейство: Фрегатовые
    - Фрегат Ариель, Fregata ariel (A)

## Пеликаны
- Отряд: Пеликанообразные
  - Семейство: Пеликановые
    - Розовый пеликан, Pelecanus onocrotalus
    - Розовоспинный пеликан, Pelecanus rufescens (A)

## Выпи, цапли и белые цапли
- Отряд: Аистообразные
  - Семейство: Цаплевые
    - Серая цапля, Ardea cinerea
    - Черношейная цапля, Ardea melanocephala (A)
    - Цапля-голиаф, Ardea goliath (A)
    - Рыжая цапля, Ardea purpurea
    - Большая белая цапля, Ardea alba
    - Средняя белая цапля, Ardea intermedia (A)
    - Береговая цапля[англ.], Egretta gularis
    - Малая белая цапля, Egretta garzetta
    - Жёлтая цапля, Ardeola ralloides
    - Египетская цапля, Bubulcus ibis
    - Зелёная кваква, Butorides striata (A)
    - Обыкновенная кваква, Nycticorax nycticorax
    - Большая выпь, Botaurus stellaris

## Ибисы и колпицы
- Отряд: Аистообразные
  - Семейство: Ибисовые
    - Лесной ибис, Geronticus eremita (Ex)
    - Каравайка, Plegadis falcinellus
    - Обыкновенная колпица, Platalea leucorodia

## Аисты
- Отряд: Аистообразные
  - Семейство: Аистовые
    - Африканский клювач, Mycteria ibis (A)
    - Чёрный аист, Ciconia nigra
    - Белый аист, Ciconia ciconia

## Фламинго
- Отряд: Фламингообразные
  - Семейство: Фламинговые
    - Обыкновенный фламинго, Phoenicopterus roseus

## Утки, гуси и лебеди
- Отряд: Гусеобразные
  - Семейство: Утиные
    - Лебедь-шипун, Cygnus olor (A)
    - Американский лебедь, Cygnus columbianus (A)
    - Белолобый гусь, Anser albifrons (A)
    - Пискулька, Anser erythropus (A)
    - Серый гусь, Anser anser
    - Огарь, Tadorna ferruginea (A)
    - Пеганка, Tadorna tadorna
    - Хлопковый карликовый гусь, Nettapus coromandelianus (A)
    - Свиязь, Anas penelope
    - Косатка, Mareca falcata (A)
    - Серая утка, Anas strepera
    - Чирок-свистунок, Anas crecca
    - Кряква, Anas platyrhynchos
    - Шилохвость, Anas acuta
    - Чирок-трескунок, Anas querquedula
    - Широконоска, Spatula clypeata
    - Мраморный чирок, Marmaronetta angustirostris
    - Красноносый нырок, Netta rufina
    - Красноголовый нырок, Aythya ferina
    - Белоглазый нырок, Aythya nyroca
    - Хохлатая чернеть, Aythya fuligula
    - Морянка, Clangula hyemalis (A)
    - Савка, Oxyura leucocephala (A)

## Скопа
- Отряд: Ястребообразные
  - Семейство: Скопиные
    - Скопа, Pandion haliaetus

## Ястребы, коршуны и орлы
- Отряд: Ястребообразные
  - Семейство: Ястребиные
    - Осоед, Pernis apivorus
    - Хохлатый осоед, Pernis ptilorhynchus (A)
    - Чернокрылый дымчатый коршун, Elanus caeruleus (A)
    - Красный коршун, Milvus milvus (A)
    - Чёрный коршун, Milvus migrans
    - Бородач, Gypaetus barbatus
    - Обыкновенный стервятник, Neophron percnopterus
    - Белоголовый сип, Gyps fulvus
    - Чёрный гриф, Aegypius monachus (A)
    - Африканский ушастый гриф, Torgos tracheliotus
    - Змееяд, Circaetus gallicus
    - Болотный лунь, Circus aeruginosus
    - Полевой лунь, Circus cyaneus
    - Степной лунь, Circus macrourus
    - Луговой лунь, Circus pygargus
    - Европейский тювик, Accipiter brevipes
    - Ястреб-перепелятник, Accipiter nisus
    - Ястреб-тетеревятник, Accipiter gentilis
    - Обыкновенный канюк, Buteo buteo
    - Курганник, Buteo rufinus
    - Мохноногий канюк, Buteo lagopus (A)
    - Малый подорлик, Clanga pomarina
    - Большой подорлик, Clanga clanga (A)
    - Степной орёл, Aquila nipalensis
    - Могильник, Aquila heliaca
    - Беркут, Aquila chrysaetos
    - Кафрский орёл, Aquila verreauxii
    - Ястребиный орёл, Aquila fasciata
    - Орёл-карлик, Hieraaetus pennatus

## Каракары и соколы
- Отряд: Соколообразные
  - Семейство: Соколиные
    - Степная пустельга, Falco naumanni
    - Обыкновенная пустельга, Falco tinnunculus
    - Кобчик, Falco vespertinus
    - Чеглок Элеоноры, Falco eleonorae (A)
    - Серебристый чеглок, Falco concolor
    - Дербник, Falco columbarius
    - Чеглок, Falco subbuteo
    - Средиземноморский сокол, Falco biarmicus
    - Балобан, Falco cherrug
    - Шахин, Falco pelegrinoides
    - Сапсан, Falco peregrinus

## Фазаны и куропатки
- Отряд: Курообразные
  - Семейство: Фазановые
    - Азиатский кеклик, Alectoris chukar
    - Песчаная куропатка, Ammoperdix heyi
    - Турач, Francolinus francolinus
    - Обыкновенный перепел, Coturnix coturnix

## Журавли
- Отряд: Журавлеобразные
  - Семейство: Журавлиные
    - Журавль-красавка, Anthropoides virgo (A)
    - Стерх, Grus leucogeranus (A)
    - Серый журавль, Grus grus

## Пастушки, погоныши, султанки и лысухи
- Отряд: Журавлеобразные
  - Семейство: Пастушковые
    - Водяной пастушок, Rallus aquaticus
    - Коростель, Crex crex
    - Малый погоныш, Porzana parva
    - Погоныш-крошка, Porzana pusilla
    - Погоныш, Porzana porzana
    - Болотная султанка, Porphyrio poliocephalus (A)
    - Камышница, Gallinula chloropus
    - Лысуха, Fulica atra

## Дрофы
- Отряд: Журавлеобразные
  - Семейство: Дрофиные
    - Вихляй, Chlamydotis undulata
    - Дрофа Маккуина[англ.], Chlamydotis macqueenii

## Цветные бекасы
- Отряд: Ржанкообразные
  - Семейство: Цветные бекасы
    - Цветной бекас, Rostratula benghalensis (A)

## Рачьи ржанки
- Отряд: Ржанкообразные
  - Семейство: Рачьи ржанки
    - Рачья ржанка, Dromas ardeola (A)

## Кулики-сороки
- Отряд: Ржанкообразные
  - Семейство: Кулики-сороки
    - Кулик-сорока, Haematopus ostralegus

## Шилоклювки и ходулочники
- Отряд: Ржанкообразные
  - Семейство: Шилоклювковые
    - Ходулочник, Himantopus himantopus
    - Шилоклювка, Recurvirostra avosetta

## Авдотки
- Отряд: Ржанкообразные
  - Семейство: Авдотковые
    - Авдотка, Burhinus oedicnemus

## Тиркушки и бегунки
- Отряд: Ржанкообразные
  - Семейство: Тиркушковые
    - Бегунок, Cursorius cursor
    - Луговая тиркушка, Glareola pratincola
    - Степная тиркушка, Glareola nordmanni (A)

## Зуйки и чибисы
- Отряд: Ржанкообразные
  - Семейство: Ржанковые
    - Чибис, Vanellus vanellus
    - Шпорцевый чибис, Vanellus spinosus
    - Чернохохлый чибис, Vanellus tectus (A)
    - Украшенный чибис, Vanellus indicus (A)
    - Кречётка, Vanellus gregarius (A)
    - Пигалица белохвостая, Vanellus leucurus
    - Бурокрылая ржанка, Pluvialis fulva (A)
    - Золотистая ржанка, Pluvialis apricaria (A)
    - Тулес, Pluvialis squatarola
    - Галстучник, Charadrius hiaticula
    - Малый зуёк, Charadrius dubius
    - Морской зуёк, Charadrius alexandrinus
    - Большеклювый зуёк, Charadrius leschenaultii
    - Каспийский зуёк, Charadrius asiaticus
    - Хрустан, Charadrius morinellus

## Песочники и другие
- Отряд: Ржанкообразные
  - Семейство: Бекасовые
    - Вальдшнеп, Scolopax rusticola (A)
    - Гаршнеп, Lymnocryptes minimus
    - Бекас-шилохвость, Gallinago stenura (A)
    - Дупель, Gallinago media (A)
    - Бекас, Gallinago gallinago
    - Большой веретенник, Limosa limosa
    - Малый веретенник, Limosa lapponica (A)
    - Средний кроншнеп, Numenius phaeopus (A)
    - Большой кроншнеп, Numenius arquata
    - Щёголь, Tringa erythropus
    - Травник, Tringa totanus
    - Поручейник, Tringa stagnatilis
    - Большой улит, Tringa nebularia
    - Черныш, Tringa ochropus
    - Фифи, Tringa glareola
    - Мородунка, Xenus cinereus (A)
    - Перевозчик, Actitis hypoleucos
    - Камнешарка, Arenaria interpres
    - Исландский песочник, Calidris canutus (A)
    - Песчанка, Calidris alba (A)
    - Кулик-воробей, Calidris minuta
    - Белохвостый песочник, Calidris temminckii
    - Краснозобик, Calidris ferruginea
    - Чернозобик, Calidris alpina
    - Грязовик, Philomachus falcinellus
    - Турухтан, Philomachus pugnax
    - Круглоносый плавунчик, Phalaropus lobatus

## Поморники
- Отряд: Ржанкообразные
  - Семейство: Поморниковые
    - Южнополярный поморник, Catharacta maccormicki (A)
    - Средний поморник, Stercorarius pomarinus (A)
    - Короткохвостый поморник, Stercorarius parasiticus
    - Длиннохвостый поморник, Stercorarius longicaudus (A)

## Чайки, крачки и водорезы
- Отряд: Ржанкообразные
  - Семейство: Чайковые
    - Белоглазая чайка, Ichthyaetus leucophthalmus
    - Аденская чайка, Ichthyaetus hemprichii (A)
    - Чайка Одуэна, Ichthyaetus audouinii (A)
    - Черноголовый хохотун, Ichthyaetus ichthyaetus
    - Сероголовая чайка, Chroicocephalus cirrocephalus (A)
    - Озёрная чайка, Chroicocephalus ridibundus
    - Морской голубок, Chroicocephalus genei
    - Малая чайка, Hydrocoloeus minutus (A)
    - Вилохвостая чайка, Xema sabini (A)
    - Сизая чайка, Larus canus
    - Бургомистр, Larus hyperboreus (A)
    - Клуша, Larus fuscus
    - Восточная клуша, Larus heuglini (A)
    - Хохотунья, Larus cachinnans
    - Средиземноморская чайка, Larus michahellis
    - Армянская чайка, Larus armenicus
    - Чайконосая крачка, Gelochelidon nilotica
    - Чеграва, Hydroprogne caspia
    - Бенгальская крачка, Thalasseus bengalensis (A)
    - Пестроносая крачка, Thalasseus sandvicensis
    - Крачка Берга, Thalasseus bergii (A)
    - Речная крачка, Sterna hirundo
    - Полярная крачка, Sterna paradisaea (A)
    - Аравийская крачка, Sterna repressa
    - Малая крачка, Sternula albifrons
    - Бурокрылая крачка, Onychoprion anaethetus
    - Белощёкая болотная крачка, Chlidonias hybrida
    - Белокрылая болотная крачка, Chlidonias leucopterus
    - Чёрная болотная крачка, Chlidonias niger

## Рябки
- Отряд: Рябкообразные
  - Семейство: Рябковые
    - Белобрюхий рябок, Pterocles alchata
    - Сенегальский рябок, Pterocles exustus (A)
    - Пустынный рябок, Pterocles senegallus
    - Чернобрюхий рябок, Pterocles orientalis
    - Рыжешапочный рябок, Pterocles coronatus (A)
    - Рябок Лихтенштейна, Pterocles lichtensteinii (A)

## Голуби и горлицы
- Отряд: Голубеобразные
  - Семейство: Голубиные
    - Сизый голубь, Columba livia
    - Клинтух, Columba oenas
    - Вяхирь, Columba palumbus (A)
    - Обыкновенная горлица, Streptopelia turtur
    - Кольчатая горлица, Streptopelia decaocto
    - Дикая смеющаяся горлица, Streptopelia roseogrisea (A)
    - Малая горлица, Spilopelia senegalensis
    - Капская горлица, Oena capensis

## Попугаи Старого Света
- Отряд: Попугаеобразные
  - Семейство: Попугаевые
    - Индийский кольчатый попугай, Psittacula krameri (I)

## Кукушки
- Отряд: Кукушкообразные
  - Семейство: Кукушковые
    - Хохлатая кукушка, Clamator glandarius
    - Обыкновенная кукушка, Cuculus canorus

## Сипухи
- Отряд: Совообразные
  - Семейство: Сипуховые
    - Обыкновенная сипуха, Tyto alba

## Настоящие совы
- Отряд: Совообразные
  - Семейство: Совиные
    - Сплюшка, Otus scops
    - Филин, Bubo bubo
    - Пустынный филин, Bubo ascalaphus
    - Серая неясыть, Strix aluco
    - Strix hadorami, Strix hadorami
    - Домовый сыч, Athene noctua
    - Ушастая сова, Asio otus
    - Болотная сова, Asio flammeus

## Козодои
- Отряд: Козодоеобразные
  - Семейство:Настоящие козодои
    - Обыкновенный козодой, Caprimulgus europaeus
    - Буланый козодой, Caprimulgus aegyptius
    - Нубийский козодой, Caprimulgus nubicus (A)

## Стрижи
- Отряд: Стрижеобразные
  - Семейство: Стрижиные
    - Белобрюхий стриж, Tachymarptis melba
    - Чёрный стриж, Apus apus
    - Бледный стриж, Apus pallidus
    - Малый стриж, Apus affinis

## Зимородки
- Отряд: Ракшеобразные
  - Семейство: Зимородковые
    - Обыкновенный зимородок, Alcedo atthis
    - Красноклювая альциона, Halcyon smyrnensis
    - Малый пегий зимородок, Ceryle rudis

## Пчелоеды
- Отряд: Ракшеобразные
  - Семейство: Щурковые
    - Малая зелёная щурка, Merops orientalis
    - Зелёная щурка, Merops persicus
    - Золотистая щурка, Merops apiaster

## Сизоворонки
- Отряд: Ракшеобразные
  - Семейство: Сизоворонковые
    - Обыкновенная сизоворонка, Coracias garrulus

## Удоды
- Отряд: Птицы-носороги
  - Семейство: Удодовые
    - Удод, Upupa epops

## Дятлы и другие
- Отряд: Дятлообразные
  - Семейство: Дятловые
    - Вертишейка, Jynx torquilla
    - Сирийский дятел, Dendrocopos syriacus

## Жаворонки
- Отряд: Воробьинообразные
  - Семейство: Жаворонковые
    - Черноволосый воробей[англ.], Eremopterix nigriceps (A)
    - Чернохвостый вьюрковый жаворонок[англ.], Ammomanes cinctura
    - Пустынный жаворонок, Ammomanes deserti
    - Большой удодовый жаворонок, Alaemon alaudipes
    - Толстолобый жаворонок, Ramphocoris clotbey
    - Степной жаворонок, Melanocorypha calandra
    - Двупятнистый жаворонок, Melanocorypha bimaculata
    - Малый жаворонок, Calandrella brachydactyla
    - Серый малый жаворонок, Alaudala rufescens
    - Малый вьюрковый жаворонок, Eremalauda dunni
    - Хохлатый жаворонок, Galerida cristata
    - Короткопалый хохлатый жаворонок, Galerida theklae
    - Лесной жаворонок, Lullula arborea
    - Полевой жаворонок, Alauda arvensis
    - Малый рогатый жаворонок, Eremophila bilopha

## Ласточки и стрижи
- Отряд: Воробьинообразные
  - Семейство: Ласточковые
    - Береговушка, Riparia riparia
    - Ptyonoprogne obsoleta[англ.], Ptyonoprogne obsoleta
    - Деревенская ласточка, Hirundo rustica
    - Рыжепоясничная ласточка, Cecropis daurica
    - Городская ласточка, Delichon urbicum

## Трясогузки и коньки
- Отряд: Воробьинообразные
  - Семейство: Трясогузковые
    - Белая трясогузка, Motacilla alba
    - Желтоголовая трясогузка, Motacilla citreola
    - Жёлтая трясогузка, Motacilla flava
    - Горная трясогузка, Motacilla cinerea
    - Степной конёк, Anthus richardi
    - Полевой конёк, Anthus campestris
    - Длинноклювый конёк[англ.], Anthus similis
    - Лесной конёк, Anthus trivialis
    - Пятнистый конёк, Anthus hodgsoni (A)
    - Луговой конёк, Anthus pratensis
    - Краснозобый конёк, Anthus cervinus
    - Горный конёк, Anthus spinoletta

## Бюльбюли
- Отряд: Воробьинообразные
  - Семейство: Бюльбюлевые
    - Желтопоясничный настоящий бюльбюль, Pycnonotus xanthopygos

## Корольки
- Отряд: Воробьинообразные
  - Семейство: Корольковые
    - Желтоголовый королёк, Regulus regulus (A)

## Крапивники
- Отряд: Воробьинообразные
  - Семейство: Крапивниковые
    - Крапивник, Troglodytes troglodytes

## Завирушки
- Отряд: Воробьинообразные
  - Семейство: Завирушковые
    - Альпийская завирушка, Prunella collaris (A)
    - Лесная завирушка, Prunella modularis

## Дрозды и другие
- Отряд: Воробьинообразные
  - Семейство: Дроздовые
    - Белозобый дрозд, Turdus torquatus (A)
    - Чёрный дрозд, Turdus merula
    - Рябинник, Turdus pilaris
    - Белобровик, Turdus iliacus (A)
    - Певчий дрозд, Turdus philomelos
    - Деряба, Turdus viscivorus

## Цистиколы и принии
- Отряд: Воробьинообразные
  - Семейство: Цистиколовые
    - Веерохвостая цистикола, Cisticola juncidis
    - Изящная приния, Prinia gracilis

## Скотоцерки
- Отряд: Воробьинообразные
  - Семейство: Скотоцерковые
    - Скотоцерка, Scotocerca inquieta

## Короткокрылые камышовки
- Отряд: Воробьинообразные
  - Семейство: Короткокрылые камышовки
    - Широкохвостая камышовка, Cettia cetti

## Сверчковые славки
- Отряд: Воробьинообразные
  - Семейство: Сверчковые
    - Обыкновенный сверчок, Locustella naevia (A)
    - Речной сверчок, Locustella fluviatilis
    - Соловьиный сверчок, Locustella luscinioides

## Камышовковые славки
- Отряд: Воробьинообразные
  - Семейство: Камышовковые
    - Тонкоклювая камышёвка, Acrocephalus melanopogon
    - Камышовка-барсучок, Acrocephalus schoenobaenus
    - Тростниковая камышовка, Acrocephalus scirpaceus
    - Болотная камышовка, Acrocephalus palustris (A)
    - Дроздовидная камышовка, Acrocephalus arundinaceus
    - Туркестанская камышовка[англ.], Acrocephalus stentoreus (A)
    - Северная бормотушка, Iduna caligata
    - Бледная пересмешка, Iduna pallida
    - Пустынная пересмешка, Hippolais languida
    - Средиземноморская пересмешка, Hippolais olivetorum
    - Зелёная пересмешка, Hippolais icterina (A)

## Пеночковые славки
- Отряд: Воробьинообразные
  - Семейство: Пеночковые
    - Пеночка-весничка, Phylloscopus trochilus
    - Пеночка-теньковка, Phylloscopus collybita
    - Светлобрюхая пеночка, Phylloscopus bonelli
    - Белобрюхая пеночка, Phylloscopus orientalis
    - Пеночка-трещотка, Phylloscopus sibilatrix

## Славки Старого Света
- Отряд: Воробьинообразные
  - Семейство: Славковые
    - Черноголовая славка, Sylvia atricapilla
    - Садовая славка, Sylvia borin
    - Серая славка, Sylvia communis
    - Славка-завирушка, Sylvia curruca
    - Африканская пустынная славка, Sylvia deserti
    - Ястребиная славка, Sylvia nisoria
    - Восточная певчая славка, Sylvia crassirostris
    - Пегая славка, Sylvia leucomelaena
    - Славка Рюппеля, Sylvia ruppeli
    - Субальпийская славка, Sylvia cantillans
    - Средиземноморская славка, Sylvia melanocephala
    - Кипрская славка, Sylvia melanothorax
    - Белоусая славка, Sylvia mystacea
    - Очковая славка, Sylvia conspicillata

## Мухоловки Старого Света
- Отряд: Воробьинообразные
  - Семейство: Мухоловковые
    - Пёстрый каменный дрозд, Monticola saxatilis
    - Синий каменный дрозд, Monticola solitarius
    - Серая мухоловка, Muscicapa striata
    - Мухоловка-пеструшка, Ficedula hypoleuca
    - Мухоловка-белошейка, Ficedula albicollis
    - Полуошейниковая мухоловка, Ficedula semitorquata
    - Малая мухоловка, Ficedula parva
    - Зарянка, Erithacus rubecula
    - Обыкновенный соловей, Luscinia luscinia
    - Западный соловей, Luscinia megarhynchos
    - Варакушка, Luscinia svecica
    - Соловей-белошейка, Irania gutturalis
    - Тугайный соловей, Cercotrichas galactotes
    - Горихвостка-чернушка, Phoenicurus ochruros
    - Обыкновенная горихвостка, Phoenicurus phoenicurus
    - Луговой чекан, Saxicola rubetra
    - Сибирский черноголовый чекан, Saxicola maura
    - Черноголовый чекан, Saxicola rubicola
    - Белопоясная каменка[англ.], Oenanthe leucopyga
    - Каменка-монашка[англ.], Oenanthe monacha
    - Обыкновенная каменка, Oenanthe oenanthe
    - Траурная каменка[англ.], Oenanthe lugens
    - Черношейная каменка, Oenanthe finschii
    - Рыжепоясничная каменка[англ.], Oenanthe moesta
    - Кипрская каменка[англ.], Oenanthe cypriaca
    - Испанская каменка, Oenanthe hispanica
    - Западная златогузая каменка, Oenanthe xanthoprymna (A)
    - Пустынная каменка, Oenanthe deserti
    - Каменка-плясунья, Oenanthe isabellina
    - Чернохвостый скромный чекан, Oenanthe melanura

## Кустарницы
- Отряд: Воробьинообразные
  - Семейство: Комичные тимелии
    - Арабская дроздовая тимелия, Turdoides squamiceps

## Синицы
- Отряд: Воробьинообразные
  - Семейство: Синицевые
    - Большая синица, Parus major
    - Обыкновенная лазоревка, Cyanistes caeruleus

## Стенолазы
- Отряд: Воробьинообразные
  - Семейство: Tichodromidae
    - Стенолаз, Tichodroma muraria (A)

## Ремезы
- Отряд: Воробьинообразные
  - Семейство: Ремезовые
    - Обыкновенный ремез, Remiz pendulinus

## Нектарницы
- Отряд: Воробьинообразные
  - Семейство: Нектарницевые
    - Палестинская нектарница, Cinnyris oseus

## Иволги Старого Света
- Отряд: Воробьинообразные
  - Семейство: Иволговые
    - Обыкновенная иволга, Oriolus oriolus

## Сорокопуты
- Отряд: Воробьинообразные
  - Семейство: Сорокопутовые
    - Обыкновенный жулан, Lanius collurio
    - Lanius phoenicuroides, Lanius phoenicuroides
    - Рыжехвостый жулан, Lanius isabellinus (A)
    - Длиннохвостый сорокопут, Lanius schach (A)
    - Серый сорокопут, Lanius excubitor
    - Чернолобый сорокопут, Lanius minor
    - Маскированный сорокопут, Lanius nubicus
    - Красноголовый сорокопут, Lanius senator

## Вороны, сойки, вороны и сороки
- Отряд: Воробьинообразные
  - Семейство: Врановые
    - Сойка, Garrulus glandarius
    - Галка, Corvus monedula
    - Блестящий ворон, Corvus splendens
    - Грач, Corvus frugilegus (A)
    - Чёрная ворона, Corvus corone
    - Пустынный буроголовый ворон, Corvus ruficollis
    - Щетинистая ворона, Corvus rhipidurus
    - Ворон, Corvus corax
    - Серая ворона, Corvus cornix

## Скворцы
- Отряд: Воробьинообразные
  - Семейство: Скворцовые
    - Розовый скворец, Sturnus roseus
    - Обыкновенный скворец, Sturnus vulgaris
    - Тристрамов длиннохвостый скворец, Onychognathus tristramii

## Вьюрковые ткачики
- Отряд: Воробьинообразные
  - Семейство: Вьюрковые ткачики
    - Малабарская амадина, Euodice malabarica (I)

## Овсянки, воробьи и другие
- Отряд: Воробьинообразные
  - Семейство: Овсянковые
    - Обыкновенная овсянка, Emberiza citrinella
    - Белошапочная овсянка, Emberiza leucocephalos (A)
    - Горная овсянка, Emberiza cia
    - Серая овсянка, Emberiza cineracea
    - Садовая овсянка, Emberiza hortulana
    - Красноклювая овсянка, Emberiza caesia
    - Пёстрая овсянка[англ.], Emberiza striolata
    - Овсянка-крошка, Emberiza pusilla (A)
    - Овсянка-ремез, Emberiza rustica (A)
    - Черноголовая овсянка, Emberiza melanocephala
    - Камышовая овсянка, Emberiza schoeniclus
    - Просянка, Emberiza calandra

## Чижы, клесты и другие
- Отряд: Воробьинообразные
  - Семейство: Вьюрковые
    - Зяблик, Fringilla coelebs
    - Вьюрок, Fringilla montifringilla
    - Обыкновенная чечевица, Carpodacus erythrinus (A)
    - Бледная чечевица[англ.], Carpodacus synoicus
    - Обыкновенная зеленушка, Chloris chloris
    - Чиж, Carduelis spinus
    - Черноголовый щегол, Carduelis carduelis
    - Коноплянка, Carduelis cannabina
    - Корольковый вьюрок, Serinus pusillus (A)
    - Канареечный вьюрок, Serinus serinus
    - Сирийский канареечный вьюрок[англ.], Serinus syriacus
    - Обыкновенный дубонос, Coccothraustes coccothraustes
    - Пустынный снегирь, Bucanetes githagineus
    - Буланый вьюрок, Rhodospiza obsoleta

## Воробьи
- Отряд: Воробьинообразные
  - Семейство: Воробьиные
    - Домовый воробей, Passer domesticus
    - Черногрудый воробей, Passer hispaniolensis
    - Мессопотамский воробей, Passer moabiticus
    - Каменный воробей, Petronia petronia
    - Короткопалый каменный воробей, Carpospiza brachydactyla